# Amerikai tavipisztráng
Az amerikai tavipisztráng (Salvelinus namaycush) a csontos halak (Osteichthyes) főosztályának a sugarasúszójú halak (Actinopterygii) osztályához, ezen belül a lazacalakúak (Salmoniformes) rendjéhez és a lazacfélék (Salmonidae) családjához tartozó faj.

## Előfordulása
Az amerikai tavipisztráng Kanada középső tájain és az Amerikai Egyesült Államok északkeleti államaiban él. Amióta a tengeri ingola terjeszkedése során megjelent az észak-amerikai Nagy-tavakban, állománya erősen megfogyott. Európában, például Svájcban, eredménnyel telepítették.

## Megjelenése
Alakja: A hal teste erősen nyújtott, az idősebb példányok háta magas, faroknyelük karcsú. A nagy hímek alsó állkapcsa kampószerűen felfelé hajló. Pikkelyei nagyon kicsinyek, körülbelül 200 az oldalvonal mentén. Az ekecsonton 6-8 hosszú lemez van, mely erős foggal ellátott. A nyélen nincsenek fogak. Szájnyílása igen széles. Több mint 90 vakzsák van a gyomorkijáratánál. Farokúszója mélyen kimetszett.
Színezete': Háta és oldalai olajzöldek, hasoldala a sárgástól a vörhenyesig változik. Feje, teste és a hátúszó világos, szabálytalan foltokkal tarkított.
Mérete: Testhossza 40-80 centiméter, maximum 126 centiméter.

## Életmódja
Az amerikai tavipisztráng a mély vizeket (120 méterig) részesíti előnyben. Tápláléka apró gerinctelen állatok, az öregebb példányok („rablószaibling”) halakat, főként marénákat zsákmányolnak.

## Szaporodása
Csak 6-8 évesen válik ivaréretté (legmagasabb életkora 25 év). Szeptember és november között ívik. Egy 80 centiméter hosszú nőstény 18 000 ikrát rakhat. A kelési idő 100-150 nap. A fiatal halak a partok közelében maradnak, a szülők visszaúsznak a mélybe.